# LZ 35
Der Zeppelin LZ 35 war das 35. Luftschiff des Grafen Zeppelin und das sechzehnte Luftschiff des deutschen Heeres.

## Geschichte
Die erste Fahrt von LZ 35 fand am 11. Januar 1915 statt.
LZ 35 bekam keine eigene Heereskennung, sondern fuhr unter seiner Baunummer LZ 35 bei den deutschen Landstreitkräften.
LZ 35 war überwiegend an der Westfront eingesetzt. Anfang März 1915 wurde das Luftschiff von seinem Standort Köln an seinen neuen Standort verlegt, die Luftschiffhalle in Gontrode bei Gent.
In der Nacht vom 20. auf den 21. März 1915 griff LZ 35 Paris an. Aus einer Höhe von 2400 Metern warf der Zeppelin 820 kg Bomben auf die Stadt. Nach einer Fahrt von 11 ½ Stunden landete das Luftschiff mit 80 Einschüssen wieder in Gontrode.

## Ende von LZ 35
Bei einem Angriff auf Poperinge bei Ypern warf LZ 35 1,6 Tonnen Bomben ab und erhielt selbst 700 Treffer. Das Schiff musste bei Aeltre zwischen Brügge und Gent notlanden und wurde dort von einem Sturm zerstört.

## Technische Daten
- Traggasvolumen: 22.500 m³ Wasserstoff
- Länge: 158,0 m
- Durchmesser: 14,90 m
- Nutzlast: 9,2 t
- Antrieb: drei Maybach-Motoren von je 210 PS (154 kW)
- Geschwindigkeit: 22,4 m/s